# Cilliba athiasae
Cilliba athiasae es una especie de arácnido del orden Mesostigmata de la familia Uropodidae.

## Distribución geográfica
Se encuentra en España y en Argelia.